# 에델바이스 (맥주)

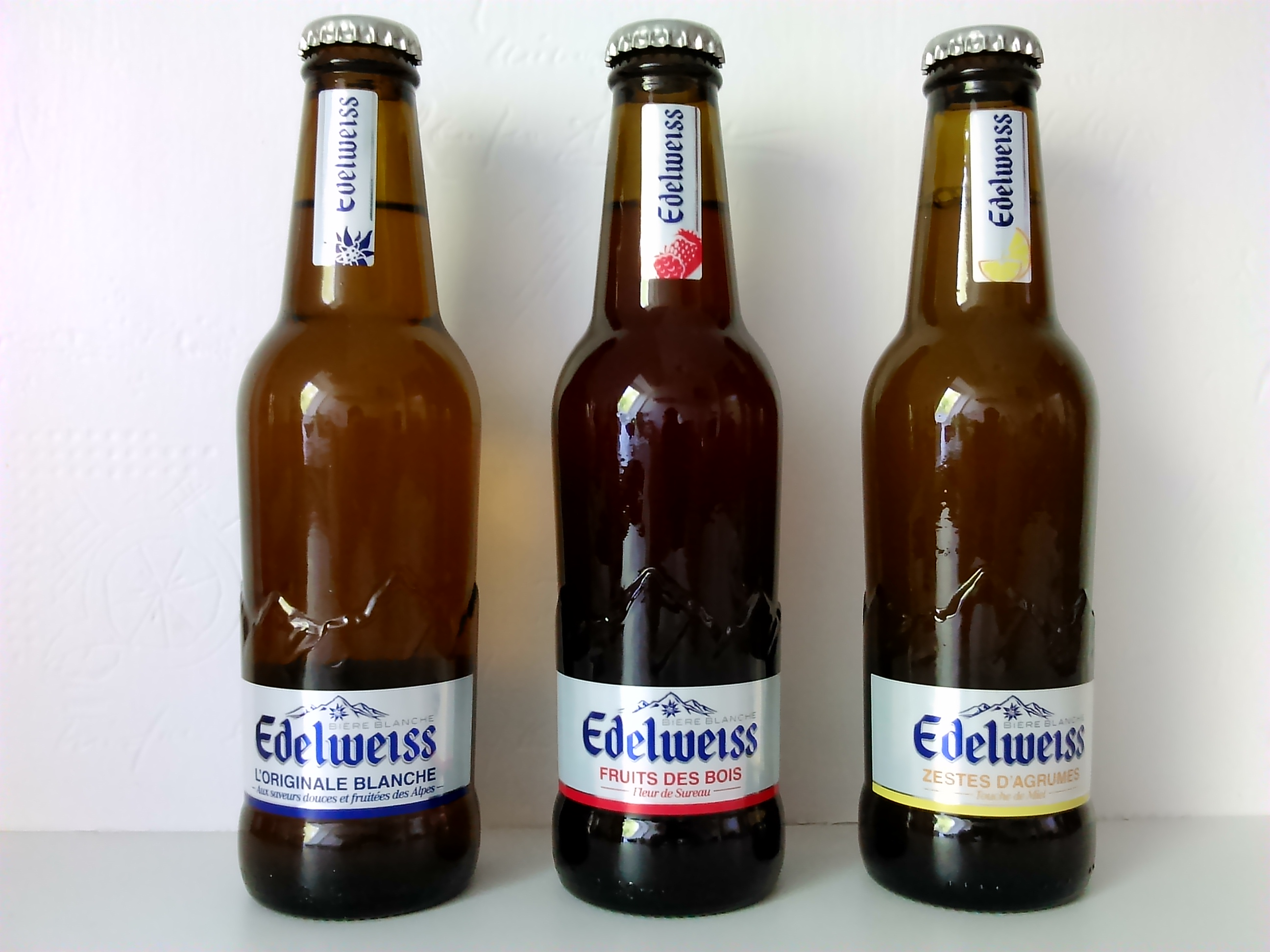

에델바이스(Edelweiss)는 오스트리아의 맥주이다.